# Leskiäidin tyttäret
Leskiäidin tyttäret es el nombre del tercer álbum de la banda finlandesa PMMP; quiere decir en finés Las Hijas de la Viuda. Se lanzó el 15 de noviembre de 2006. De este álbum se han lanzado los sencillos Henkilökohtaisesti, Tässä elämä on y Joku raja: este último fue utilizado en una campaña de Amnistía Internacional contra la Violencia de Género. Llegó al puesto #1 de los discos más vendidos de Finlandia.

## Lista de canciones
1. Joku raja.(Dibuja la Línea)
2. Kiitos. (Gracias)
3. Kesäkaverit.(Amigos de Verano)
4. Henkilökohtaisesti.(Personalmente)
5. Taiteilia.(A.r.tista)
6. Päät soittaa.(Päät Está Tocando)
7. Onko sittenkään hyvä näin?.(¿Está Todo Bien Así Después de Todo?)
8. Tässä elämä on.(Aquí Está la Vida)
9. Kohkausrock.(El Rock Lioso)
10. Leskiäidin Tyttäret.(Las Hijas de la Viuda)

## Sencillos extraídos
- Henkilökohtaisesti.
- Tässä elämä on.
- Joku Raja.
- Kesäkaverit.